# Любен Телчаров
Професор Любен Телчаров е български учен, доктор на медицинските науки, патоанатом, основател на първата Катедра по патологична физиология в България към Медицинския университет в град Пловдив; планинар и алпинист, един от учредителите на Българския алпийски клуб и на Планинската спасителна служба; извършва първото зимно преминаване на Кончето в Пирин (1934).

## Биография
Любен Телчаров е роден в Оряхово през 1907 г. Завършва медицина. Специализирал е във Франция.
Любен Телчаров (Пината) е известен с приноса си към планинарското дело в България. През 1929 година участва в учредяването на Българския планински клуб (по-късно Български алпийски клуб). Един от съоснователите на Планинската спасителна служба през 1933 година.
През 1934 година прави първото зимно преминаване на скалния ръб Кончето в Пирин заедно с фотографа Никола Миронски. На 31 август 1936 г. Любен Телчаров и Емануил Шаранков изкачват в Гърция първенеца на Олимп – Митикас.
През 40-те години работи в Католическата болница в Пловдив. Подкрепя усилията на д-р Теофил Груев да за създаване на медицински факултет в Пловдив. Непосредствено след основаването на Медицинския факултет през 1946 г., Любен Телчаров създава и ръководи Катедрата по патологична анатомия. През 1947 г. в състава на новооткрития Медицински факултет в гр. Пловдив се разкрива първата Катедра по патологична физиология в България. Неин основател и първи ръководител е проф. д-р Любен Телчаров. Той е ученик на професорите Моллов и Клисуров и на първия преподавател по патофизиология в България доц. Минко Добрев. Проф. д-р Любен Телчаров ръководи катедрата от 1947 до 1963 г.
През 70-те години проф. д.м.н. Любен Телчаров работи в Института по курортология и физиотерапия към Министерството на народното здраве в София.
Умира през 1995 г. в София.